# Richard Huggett
Richard Huggett es un actor australiano, conocido por haber interpretado a Glen Donnelly en la serie Neighbours. 

## Carrera
En 1989 se unió al elenco de la serie E Street donde interpretó al chico malo Sonny Bennett.
El 7 de diciembre de 1990 se unió al elenco principal de la popular serie australiana Neighbours donde interpretó a Glen Donnelly, el hijo de Jim Robinson (Alan Dale) y Maureen Donnelly, y hermano de Paul, Julie, Scott y Lucy Robinson hasta el 6 de febrero de 1992, luego de que su personaje decidiera irse de Erinsborough con Karen Constintine (Fiona Jarvis).
En 1994 apareció como invitado en varios episodios de la serie policíaca Blue Heelers donde interpretó al detective de la policía Sean Neale. 
En el 2005 apareció en la serie médica All Saints donde interpretó a Greg Cato. Anteriormente había aparecido por primera vez en la serie en el 2002 donde interpretó a Murray McAllister durante el episodio "Swept Away".
En el 2007 apareció en la película Gabriel donde interpretó a Max junto a Andy Whitfield y Samantha Noble.
En el 2008 se unió al elenco recurrente de la serie Out of the Blue donde interpretó al detective de la policía Jeremy Piper.
En el 2009 interpretó a Steve en la serie Rescue Special Ops.
En el 2010 apareció como invitado en un episodio de la miniserie The Pacific donde interpretó al mayor Coyle.
El 23 de noviembre de 2012 apareció como invitado en la exitosa y aclamada serie australiana Home and Away donde interpretó a Gary Reed, un amigo de Harvey Ryan que asiste a su boda. Anteriormente había aparecido por primera vez en la serie en 1989 donde interpretó a Chas durante el episodio # 1.427.

## Filmografía
- Series de Televisión.:

| Año         | Título             | Personaje              | Notas                                   |
| ----------- | ------------------ | ---------------------- | --------------------------------------- |
| 2013        | Camp               | Phil "The Heat" Lawson | episodio "Parents' Weekend"             |
| 2012        | Home and Away      | Gary Reed              | 2 episodios                             |
| 2010        | The Pacific        | Mayor Coyle            | episodio "Peleliu Airfield" - miniserie |
| 2009        | Rescue Special Ops | Steve                  | episodio "Building Site"                |
| 2008        | Out of the Blue    | Det. Jeremy Piper      | 16 episodios                            |
| 2005        | All Saints         | Greg Cato              | episodio "Life's Lottery"               |
| 1998        | Murder Call        | Peter Delaney          | episodio "Fatal Charm"                  |
| 1995        | The Ferals         | Scott Scotman          | episodio "Feral TV"                     |
| 1994        | Blue Heelers       | Det. Sean Neale        | 6 episodios                             |
| 1993        | Paradise Beach     | Sam Dexter             | -                                       |
| 1990 - 1992 | Neighbours         | Glen Donnelly          | 97 episodios                            |
| 1989        | E Street           | Sonny Bennett          | -                                       |
| 1982        | Nancy Astor        | Edward VII             | miniserie                               |

- Películas.:

| Año  | Título                 | Personaje           | Notas |
| ---- | ---------------------- | ------------------- | --- |
| 2014 | Infini                 | Montoli             | junto a Daniel MacPherson, Luke Ford, Bren Foster, Luke Hemsworth, Matt Minto & Grace Huang              |
| 2008 | Bella                  | Sandman             | corto - junto a Sarah Dimarco, Arianthe Galani, Robin Queree & Damon Herriman                            |
| 2007 | Gabriel                | Max                 | junto a Andy Whitfield, Samantha Noble, Jack Campbell, Valentino del Toro, Amy Mathews & Paul Winchester |
| 2003 | Spoon Man              | Extraño en el Bar   | corto - junto a Robin Queree, Leanne Caton & Gil Balfas                                                  |
| 1998 | Babe: Pig in the City  | Policía             | junto a Magda Szubanski & James Cromwell                                                                 |
| 1997 | Yat goh ho yan         | Hombre de Giancarlo | junto a Jackie Chan, Richard Norton, Barry Otto, Sammo Hung Kam-Bo & Rachel Blakely                      |
| 1989 | Slipstream             | Emery               | junto a Bob Peck, Mark Hamill, Kitty Aldridge & Bill Paxton                                              |
| 1987 | Jane and the Lost City | Churchill           | junto a Sam J. Jones, Maud Adams & Jasper Carrott                                                        |

- Teatro.:

| Año  | Obra                           | Personaje | Director (a)      | Teatro                 | Notas                                                                          |
| ---- | ------------------------------ | --------- | ----------------- | ---------------------- | ------------------------------------------------------------------------------ |
| 1989 | A Midsummer Night's Dream      | -         | Richard Wherrett  | Drama Theatre          | junto a Mike Allen, Miles Buchanan, Rebecca Frith, Marcus Graham & Susan Lyons |
| 1989 | The Conquest of the South Pole | -         | Jim Sharman       | Belvoir Street Theatre | junto a David Field, Baz Luhrmann, Angie Milliken & Stephen Rae                |
| 1988 | 5th of July                    | -         | Kevin Jackson     | Parade Theatre         | junto a Charmaine Grey, Timothy Jones & Sancia Robinson                        |
| 1988 | Veneer 3                       | -         | Kevin Jackson     | Parade Theatre         | junto a Sarah Chadwick, Angie Milliken, Sancia Robinson & Brian Vriends        |
| 1987 | The Man Who Came to Dinner     | -         | Ken Boucher       | NIDA Theatre           | junto a Rodney Bell, Sarah Chadwick, Sancia Robinson & Brian Vriends           |
| 1987 | Undiscovered Country           | -         | Kevin Jackson     | NIDA Theatre           | junto a Sarah Chadwick, Timothy Jones, Angie Milliken & Brian Vriends          |
| 1983 | The First Night of Pygmalion   | -         | Peter Collingwood | -                      | junto a Leila Blake                                                            |

- Escritor.:

| Año  | Obra                         | Notas           |
| ---- | ---------------------------- | --------------- |
| 1986 | The First Night of Pygmalion | obra - escritor |

## Premios y nominaciones
| Año  | Categoría               | Premio      | Serie    | Resultado |
| ---- | ----------------------- | ----------- | -------- | --------- |
| 1991 | Most Popular New Talent | Logie Award | E Street | Ganador   |